# Marcel Herrand
Marcel Herrand, né le 8 octobre 1897 à Paris 8e, et mort le 11 juin 1953 à Montfort-l'Amaury est un acteur, metteur en scène et directeur de théâtre français.
Il est particulièrement connu pour ses rôles de « méchants » : Lacenaire, le dandy assassin du boulevard du Crime dans Les Enfants du paradis de Marcel Carné, Fantômas (1947), Don Salluste dans Ruy Blas ou encore le policier Corentin dans Les Chouans d'après Balzac.
Selon Jean Tulard, « il émanait de lui un charme, une séduction qui sont ceux du traître élégant et raffiné de tout bon mélodrame. »

## Biographie

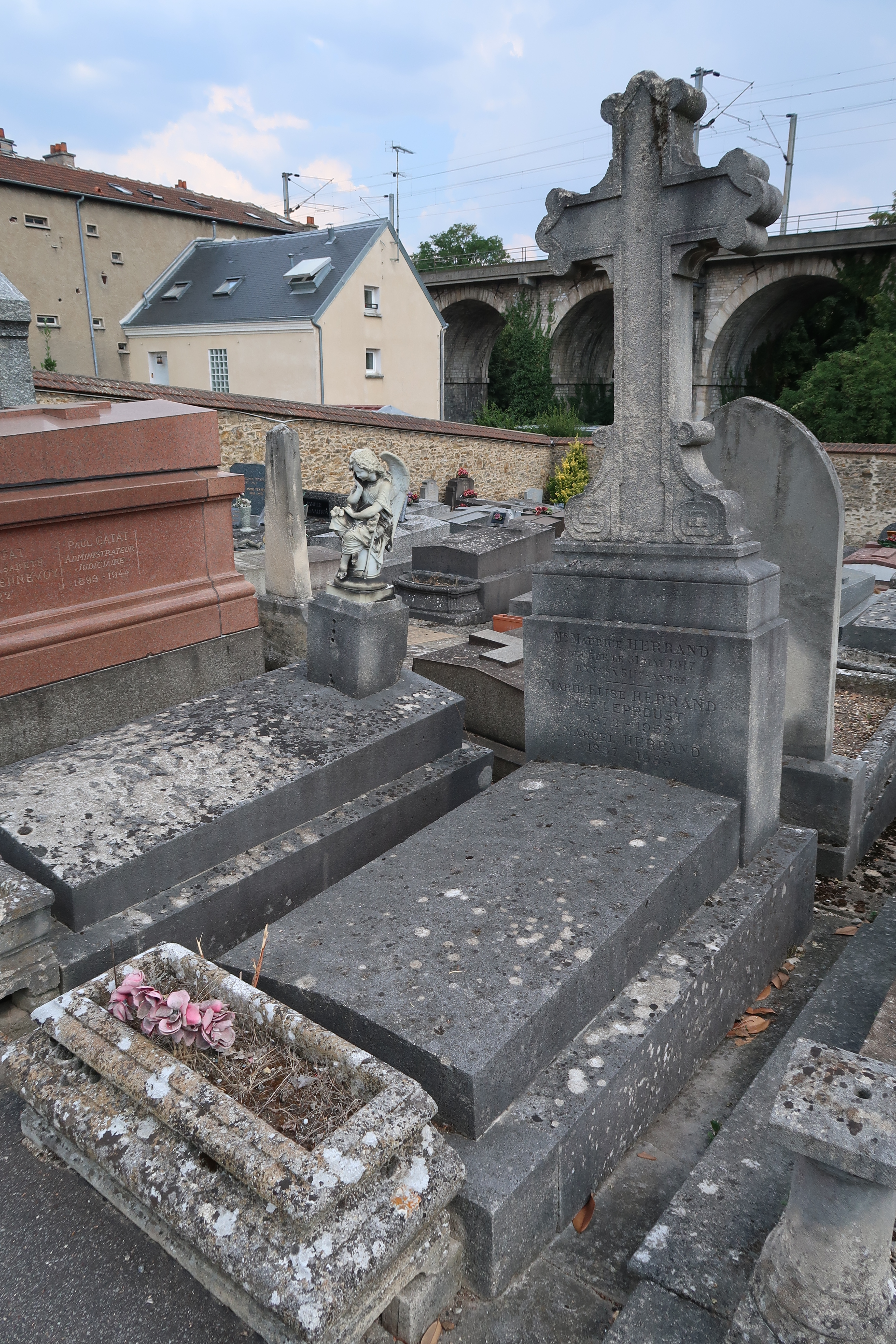
Tombe de Marcel Herrand au cimetière Voltaire de Suresnes.

Élève du Conservatoire Maubel, il travaille sa diction avec Germaine Albert-Birot et déclame des poèmes aux manifestations organisées par la revue SIC. Il est ainsi repéré pour jouer le rôle du mari dans le « drame surréaliste » de Guillaume Apollinaire, Les Mamelles de Tirésias, en 1917. Cinq jours avant la création de la pièce, le père du jeune acteur meurt dans un accident de la circulation, Herrand manque de se désister. Il joue finalement son rôle, supplié par Pierre Albert-Birot, le metteur en scène, et Apollinaire, qui se déclare prêt à monter lui-même sur la scène pour sauver la pièce.
Il participe à la soirée dadaïste du Cœur à Barbe en 1921, en lisant des poèmes qu'il a choisis d'Apollinaire, Jacques Baron, Jean Cocteau, Paul Éluard, Philippe Soupault et Tristan Tzara. La présence de Cocteau provoque la colère d'Éluard, qui tente de saboter la soirée. Celle-ci marque la rupture entre Éluard et les futurs surréalistes d'une part et Dada. 
Il dirige le « Rideau de Paris » avec Jean Marchat avant de succéder à Georges Pitoëff à la direction du théâtre des Mathurins en 1939. En 1952 il assure la direction du festival d'Angers,.
En 1953, il se sait atteint d'un grave cancer. Il met toutefois en scène les adaptations théâtrales de La Dévotion de la croix de Pedro Calderón de la Barca et Les Esprits de Pierre de Larivey, toutes deux signées Albert Camus, pour le festival d'Angers. Mais il meurt sans pouvoir achever les toutes dernières répétitions. Albert Camus lui-même le remplace. Les deux spectacles, dédiés à sa mémoire, connaîtront un grand succès.
Il est inhumé au cimetière Voltaire de Suresnes.

## Théâtre

### En tant que comédien
- 1917 : Les Mamelles de Tirésias de Guillaume Apollinaire, mise en scène Pierre Albert-Birot, théâtre Maubel
- 1920 : Cromedeyre-le-Vieil de Jules Romains, mise en scène Jacques Copeau, théâtre du Vieux-Colombier
- 1921 : Les Mariés de la tour Eiffel, de Jean Cocteau, mise en scène de l'auteur, théâtre des Champs-Élysées
- 1922 : Le Portrait de Dorian Gray d'après Oscar Wilde, mise en scène Georges Pitoëff, Comédie des Champs-Élysées
- 1926 : Orphée de Jean Cocteau mise en scène Jean Hugo, Théâtre des Arts
- 1931 : Le Méchant de Jean-Baptiste-Louis Gresset, mise en scène Charles Dullin, théâtre de l'Atelier
- 1933 : Liebeleï d'Arthur Schnitzler, mise en scène Georges Pitoëff, théâtre du Vieux-Colombier
- 1934 : Dommage qu'elle soit une prostituée de John Ford, mise en scène Charles Dullin, théâtre de l'Atelier
- 1934 : Le Coup de Trafalgar de Roger Vitrac, création dans une mise en scène de Marcel Herrand au théâtre de l'Atelier, dans le rôle d'Adolphe Lemercier
- 1937 : Philoctète d'André Gide, dans le cadre de l'Exposition spécialisée de 1937
- 1944 : Le Malentendu d’Albert Camus, mise en scène Marcel Herrand, Théâtre des Mathurins
- 1946 : Divines Paroles de Ramón María del Valle-Inclán, mise en scène Marcel Herrand, théâtre des Mathurins
- 1946 : Primavera de Claude Spaak, mise en scène Marcel Herrand, théâtre des Mathurins
- 1946 : L’Extravagant Captain Smith de Jean Blanchon, mise en scène Marcel Herrand, théâtre des Mathurins
- 1946 : Le Crime de Lord Arthur Savile de Saint John Legh Clowes d'après Oscar Wilde, mise en scène Marcel Herrand, théâtre des Mathurins
- 1950 : Le Bal du Lieutenant Helt de Gabriel Arout, mise en scène Marcel Herrand, théâtre des Mathurins

### En tant que metteur en scène
- 1934 : Le Coup de Trafalgar de Roger Vitrac, création au théâtre de l'Atelier
- 1938 : Noces de sang de Federico García Lorca, théâtre de l'Atelier
- 1942 : Dieu est innocent de Lucien Fabre, théâtre des Mathurins
- 1942 : D'après nature ou presque de Michel Arnaud, théâtre des Mathurins
- 1942 : Deirdre des douleurs de John Millington Synge, théâtre des Mathurins
- 1942 : Mademoiselle de Panama de Marcel Achard, théâtre des Mathurins
- 1943 : Solness le constructeur d'Henrik Ibsen, théâtre des Mathurins
- 1944 : Le Malentendu d’Albert Camus, théâtre des Mathurins
- 1945 : Tartuffe de Molière, théâtre des Mathurins
- 1945 : Le Treizième Arbre d’André Gide, théâtre des Mathurins
- 1945 : Federigo de René Laporte, théâtre des Mathurins
- 1946 : Divines Paroles de Ramón María del Valle-Inclán, théâtre des Mathurins
- 1946 : Primavera de Claude Spaak, théâtre des Mathurins
- 1946 : L’Extravagant Captain Smith de Jean Blanchon, théâtre des Mathurins
- 1946 : Le Crime de Lord Arthur Savile de Saint John Legh Clowes d'après Oscar Wilde, théâtre des Mathurins
- 1947 : L'Île de la raison de Marivaux, théâtre des Mathurins
- 1947 : L'Empereur de Chine de Jean-Pierre Aumont, théâtre des Mathurins
- 1949 : Le Roi pêcheur de Julien Gracq, théâtre Montparnasse
- 1950 : Le Bal du Lieutenant Helt de Gabriel Arout, théâtre des Mathurins
- 1953 : La Dévotion à la croix de Pedro Calderón de la Barca, traduction Albert Camus, Festival d'Angers

## Filmographie
- 1932 : Le Jugement de minuit d'Alexander Esway
- 1935 : Le Domino vert d'Henri Decoin et Herbert Selpin
- 1936 : Au service du tsar de Pierre Billon
- 1941 : Le pavillon brûle de Jacques de Baroncelli
- 1942 : Les Visiteurs du soir de Marcel Carné
- 1943 : Le Comte de Monte-Cristo de Robert Vernay
- 1943 : Les Enfants du paradis de Marcel Carné : Lacenaire
- 1943 : Les Mystères de Paris de Jacques de Baroncelli d'après Eugène Sue
- 1945 : Le Père Serge  de Lucien Ganier-Raymond
- 1945 : Étoile sans lumière de Marcel Blistène
- 1945 : Messieurs Ludovic de Jean-Paul Le Chanois : Ludovic Le Chartier, le financier
- 1946 : Martin Roumagnac de Georges Lacombe
- 1947 : Fantômas de Jean Sacha : Fantômas
- 1947 : Les Chouans d'Henri Calef d'après Honoré de Balzac
- 1947 : L'Homme traqué de Robert Bibal
- 1948 : Ruy Blas de Pierre Billon
- 1948 : Le Dernier Fiacre de Raoul André
- 1948 : Impasse des Deux-Anges de Maurice Tourneur
- 1949 : Le Mystère de la chambre jaune d'Henri Aisner d'après Gaston Leroux
- 1949 : Le Parfum de la dame en noir de Louis Daquin
- 1949 : On n'aime qu'une fois de Jean Stelli
- 1950 : Les Derniers Jours de Pompéi de Marcel L'Herbier
- 1950 : Pas de pitié pour les femmes de Christian Stengel
- 1951 : Une histoire d'amour de Guy Lefranc
- 1951 : Les loups chassent la nuit de Bernard Borderie
- 1952 : Fanfan la Tulipe de Christian-Jaque
- 1952 : La Putain respectueuse de Marcello Pagliero et Charles Brabant